# Templo de Isis (Pompeya)
El templo de Isis es un templo romano del siglo II a. C. ubicado en Pompeya y dedicado a la diosa egipcia Isis. Tras el terremoto del año 62, el edificio fue reconstruido prácticamente en su totalidad. Pocos años después, como consecuencia de la erupción volcánica del Vesubio en 79, quedó enterrado bajo una espesa capa de cenizas y lapilli. Este pequeño templo, encontrado casi intacto, fue uno de los primeros en ser desenterrado en 1764 durante las excavaciones arqueológicas de Pompeya. Se encontraron numerosos objetos y pinturas de tema religioso, la mayoría de ellos expuestos actualmente en el Museo Arqueológico Nacional de Nápoles.
El edificio está emplazado al sur de la ciudad, en la Regio VIII.7.28, detrás del Teatro grande, en la actual vía del Templo de Isis. Aunque estaba encajonado en un espacio pequeño y estrecho, era visitado por numerosos espectadores del teatro, hombres de negocios del Foro Triangular y otros viandantes que iban a la puerta Estabiana. Sus principales devotos eran mujeres, libertos y esclavos.
Como consecuencia del descubrimiento del templo, muchos ilustradores, artistas e intelectuales de la época visitaron el lugar, entre ellos Wolfgang Amadeus Mozart o Gustave Flaubert.

## Culto a Isis

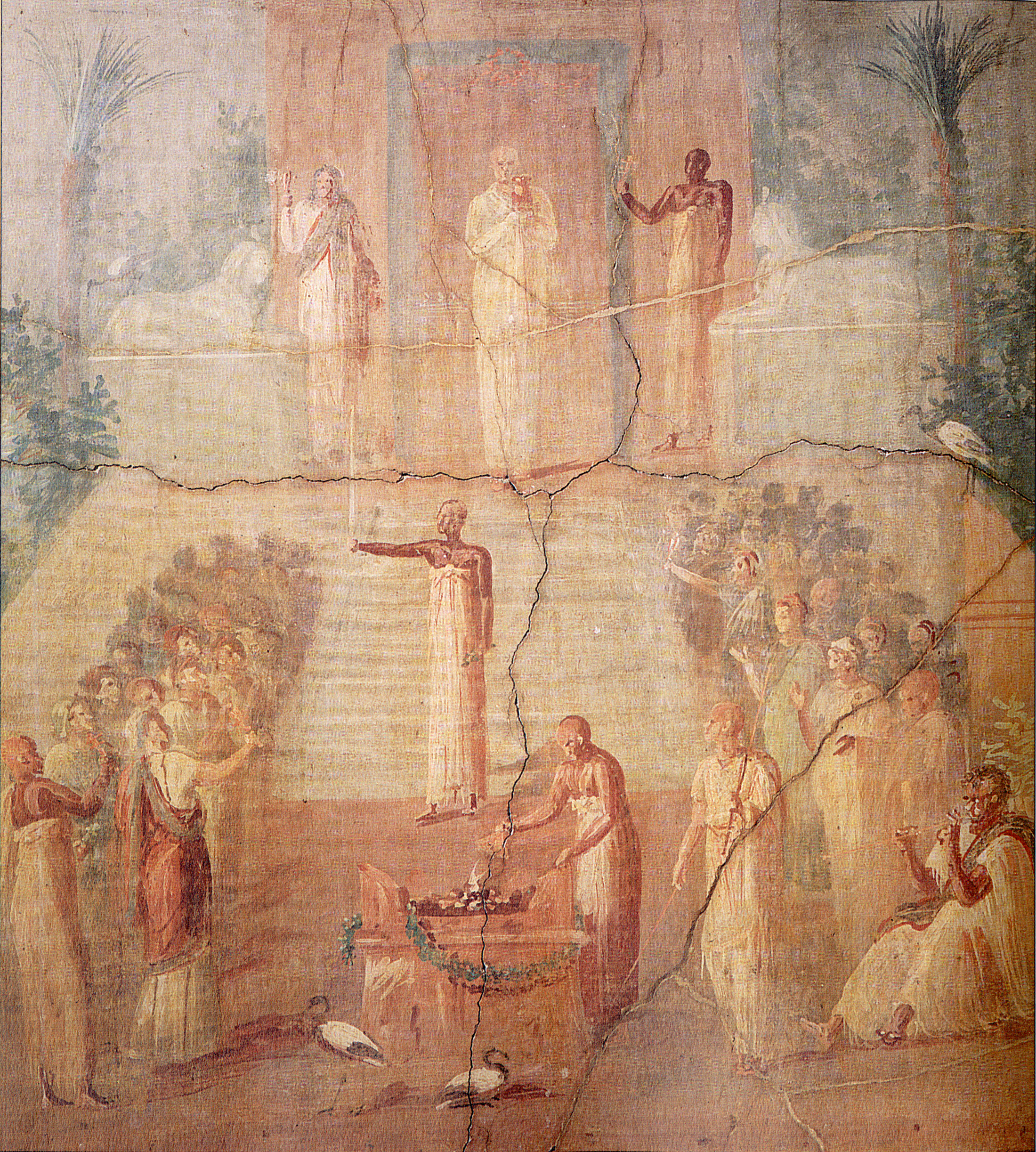
Sacerdotes de Isis celebran un ritual del agua en el templo, en un fresco de Herculano

Isis era una diosa del Antiguo Egipto cuyo culto se extendió ampliamente a lo largo del mundo grecorromano. Era venerada como matrona de la maternidad y del matrimonio, así como del misticismo y de la práctica de la magia. Sus seguidores eran las clases oprimidas, esclavos, libertos, artesanos y delincuentes, aunque también las clases acomodadas, doncellas, aristócratas y gobernantes. Contrariamente a la mayoría de clérigos del mundo grecorromano, los sacerdotes de Isis solían afeitarse la cabeza y vestían prendas de lino en lugar de las típicas de lana, como recuerdo de la tradición egipcia.
La devoción a Isis estaba asimismo íntimamente relacionada con la adquisición de conocimiento, considerado como un legado de los dioses. Su culto no promulgaba una visión mesiánica del mundo, sino que procuraba una relación divina que no terminaba con la muerte. Al igual que la mayoría de las deidades de la antigüedad, Isis no exigía una veneración exclusiva, aunque en la práctica sus fieles aplicaban, bajo una perspectiva actual, un punto de vista en cierto modo henoteísta. Los iniciados en el culto a los misterios de Isis adoraban a una diosa compasiva que prometía una futura salvación y una relación perpetua entre los vivos y el más allá.
Se piensa que la veneración a Isis podría haber llegado a Pompeya aproximadamente en el año 100 a. C., tras la destrucción del primer templo en el terremoto de 62. Se celebraban servicios diarios, que consistían en un solemne acto de apertura por la mañana y otro de clausura por la noche, con un acompañamiento musical. Los instrumentos sagrados relacionados con la ceremonia incluían el sistro y una sítula que contenía agua del Nilo. Ambos elementos se utilizaban en el ritual y aparecen habitualmente en los registros arqueológicos como símbolos de Isis.

## Historia

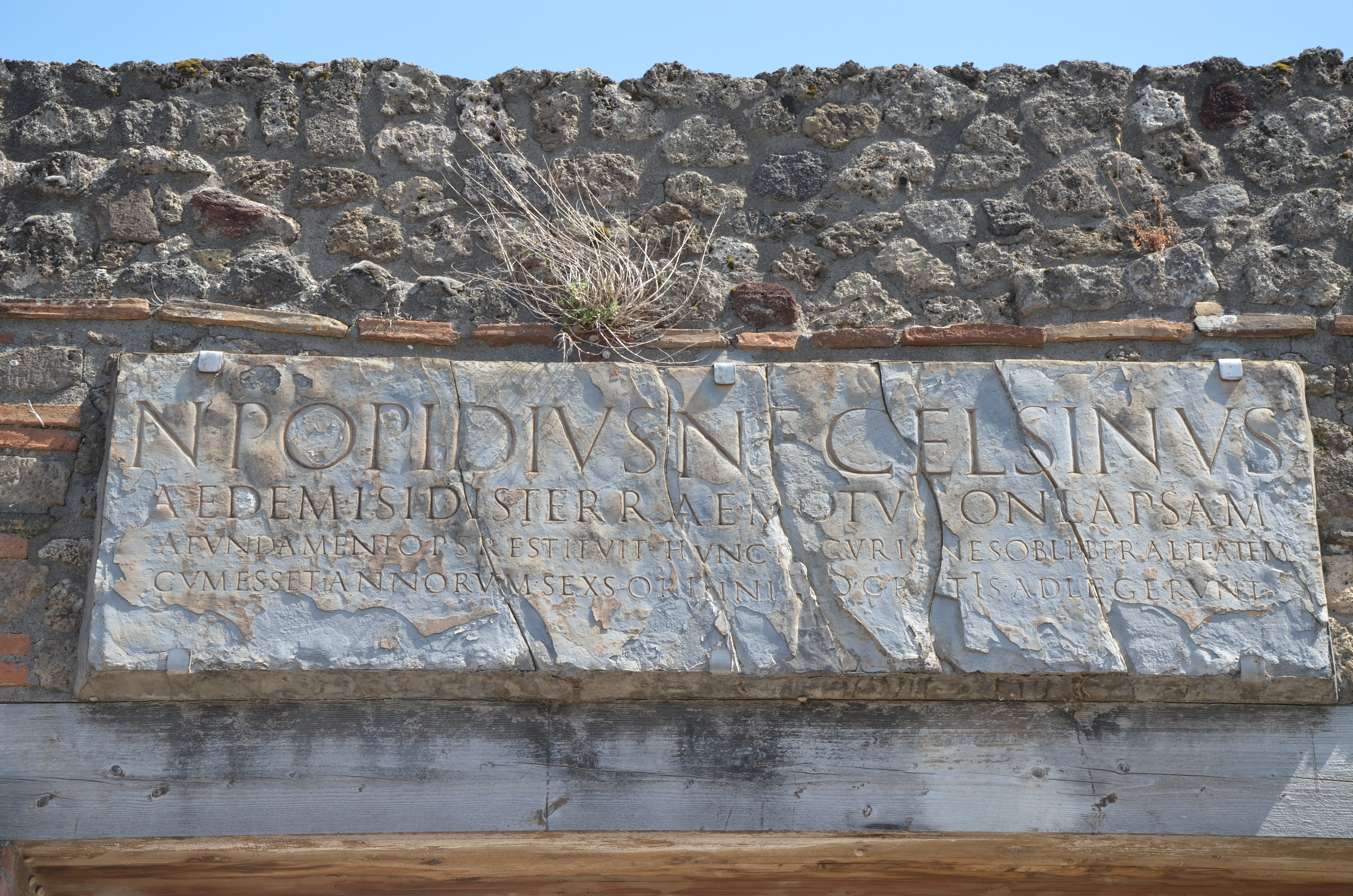
Copia de la inscripción dedicada a la reconstrucción del templo, financiada por Numerio Popidio Ampliato en nombre de su hijo Celsino.

La construcción del templo de Isis se remonta al siglo II a. C., durante el mandato de Augusto. Tras el terremoto de Pompeya de 62, todo el edificio fue reconstruido con opus latericium a instancias de Numerio Popidio Ampliato, un liberto quien adjudicó el mérito a su hijo Celsino, de apenas seis años de edad, con la intención de encaminarlo a una próspera carrera política. En la entrada principal del templo, sobre la portada, había una inscripción hoy conservada en el Museo Arqueológico Nacional de Nápoles que atribuía la construcción al joven, la cual indicaba:

«N. Popidius N. f. Celsinus aedem Isidis terrae motu conlapsam a fundamento p.s. restituit; hunc decuriones ob liberalitatem, cum esset annorum sexs, ordini suo gratis adlegerunt»
«Numerio Popidio Celsino, hijo de Numerio, reconstruyó íntegramente a expensas propias el templo de Isis derrumbado por el terremoto. Por esta generosidad, los decuriones, a pesar de que tenía solo seis años, lo incluyeron en su asamblea sin ningún cargo»

La inscripción, hallada por el ingeniero Francisco La Vega el 20 de julio de 1765, permitió confirmar que se trataba de un templo egipcio helenizado en una colonia romana. El edificio, redescubierto entre los años 1764 y 1766, fue uno de los primeros en ser excavado y resultó ser uno de los mejor conservados de la antigua Pompeya. 

### Visitantes ilustres

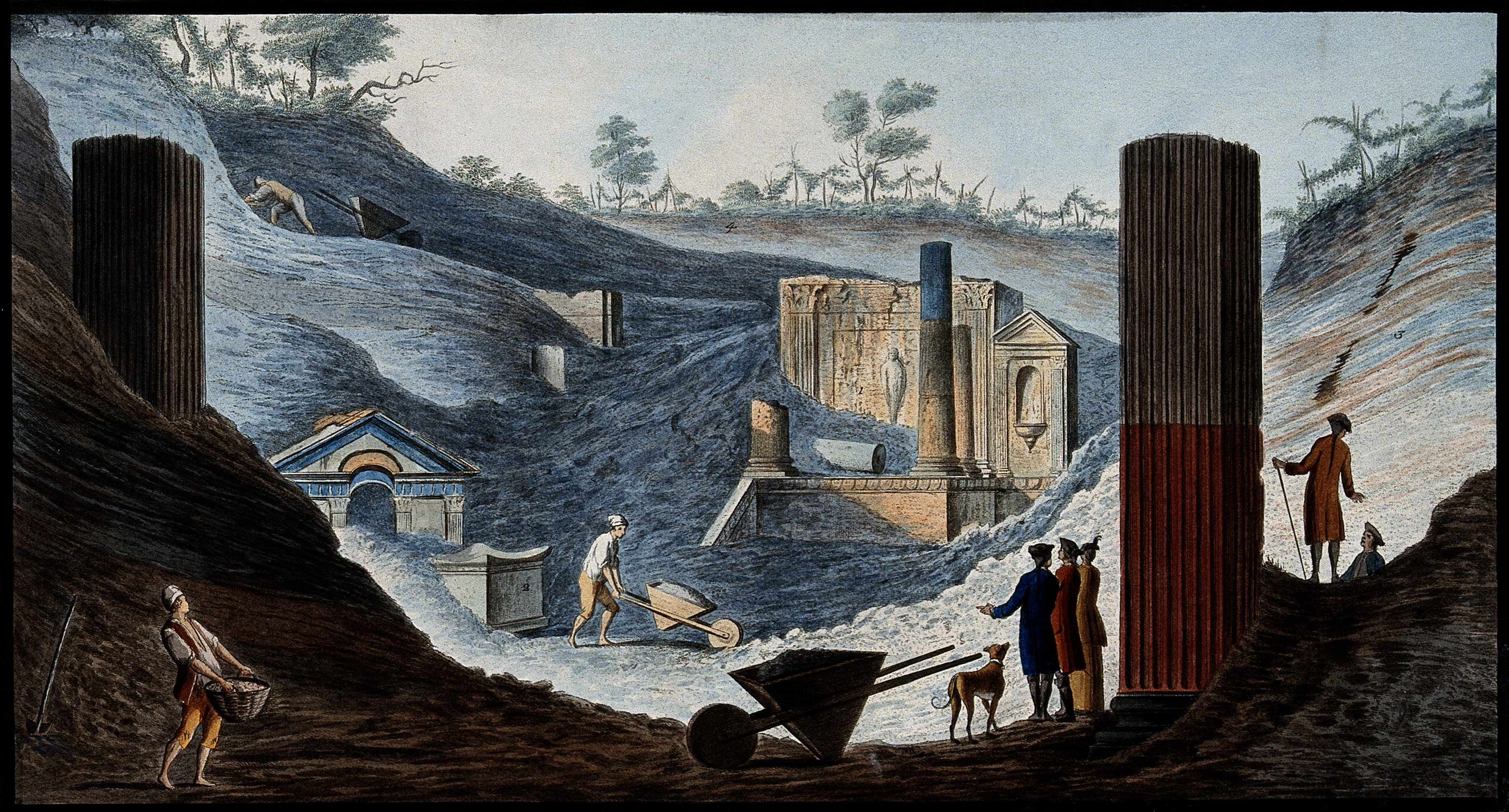
El descubrimiento del templo de Isis en Pompeya. Grabado coloreado de Pietro Fabris (1776), perteneciente al libro Campi Phlegraei de William Hamilton.

El descubrimiento de numerosos objetos sagrados y decoraciones pictóricas en este importante templo de origen egipcio produjo un gran interés en toda Europa, convirtiéndolo en un edificio muy popular. Muchas personalidades acudieron a verlo, ya fuese por razones políticas, económicas o sociales, siendo sus frescos los más copiados en los hogares pompeyanos. El embajador británico William Hamilton fue uno de los primeros en conocerlo, y asistió en persona a las distintas fases de la excavación. En 1776 redactó una colección de cartas titulada Campi Phlegraei, ilustrada por Pietro Fabris, entre cuyos grabados se encontraba El descubrimiento del templo de Isis en Pompeya. 
Otro viajero ilustre fue Wolfgang Amadeus Mozart, quien visitó el templo en 1769 a la edad de 13 años. Se dice que los recuerdos de su estancia le inspiraron 20 años más tarde para componer su ópera La flauta mágica. Giovanni Battista Piranesi visitó Pompeya en 1770 junto a su hijo Francesco, cuando la estatua de Isis y los frescos ya se habían trasladado al Museo Arqueológico. Por lo tanto, debió de ver unos dibujos realizados poco tiempo después de la excavación para poder añadir esta información a sus grabados, de modo que sus láminas reproducen el edificio con el aspecto que tenía en el momento de su descubrimiento. En 1779, sir John Soane visitó Pompeya como parte de su Grand Tour, y dibujó el templo de Isis a la luz de la luna para evitar la prohibición Real de reproducir el monumento. Edward Bulwer-Lytton, en su famosa novela Los últimos días de Pompeya, publicada en 1834, utilizó el emplazamiento y los hallazgos allí encontrados como inspiración para la trama de su libro.Gustave Flaubert llegó a Pompeya en 1851 y escribió una guía de sus principales monumentos, citando entre otros el templo de Isis. Vicente Blasco Ibáñez visitó el yacimiento en 1896 y relató su experiencia en su obra En el país del arte, en la cual toma como inspiración el santuario para imaginar la vida de sus sacerdotes.

## Descripción

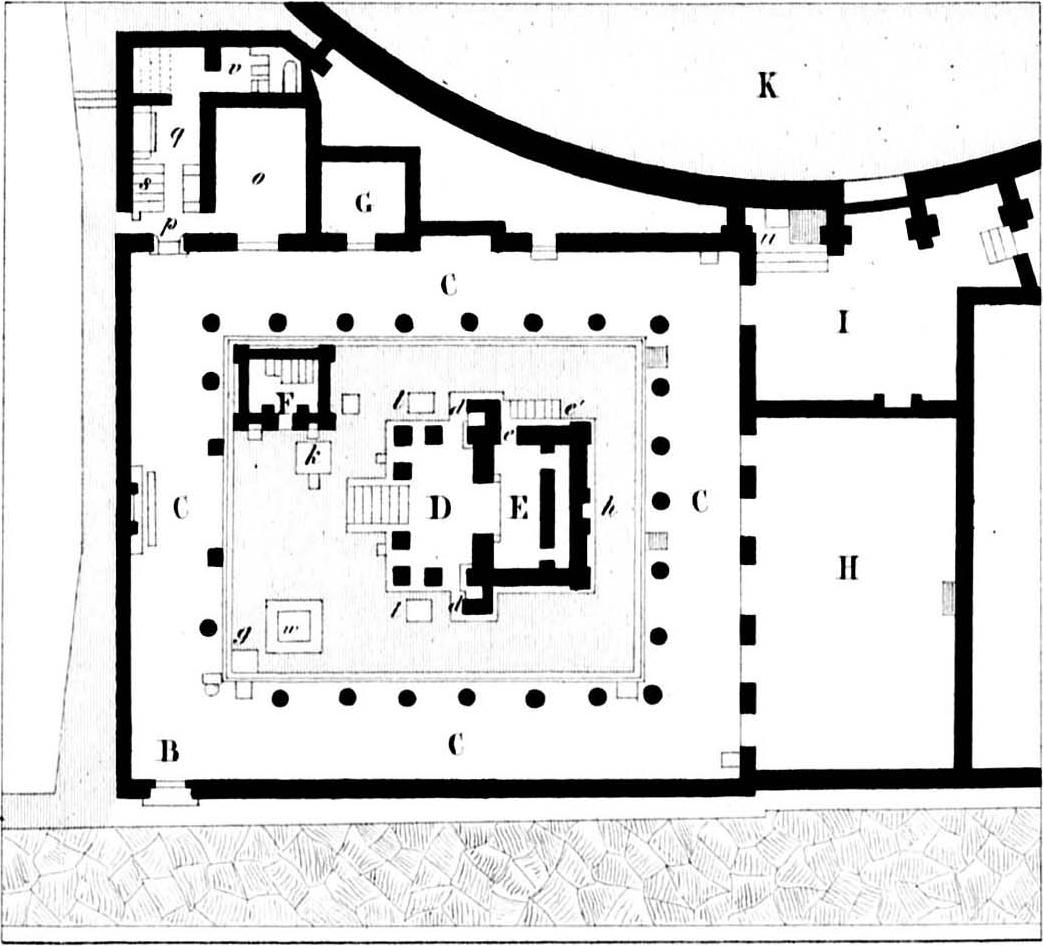
Planta del templo de Isis. El norte se sitúa en la parte inferior de la imagen

El templo se sitúa en la zona de los teatros (K), cerca del gimnasio samnita, cuyo tamaño se redujo para permitir los trabajos de ampliación del edificio sagrado. La entrada principal (B) se encontraba en la actual vía del Templo de Isis. La portada de acceso al recinto, donde se ubicaba la inscripción de Numerio, daba paso a un patio interior (C) pavimentado con losas de toba volcánica, que estaba rodeado por un pórtico corintio decorado con pinturas del cuarto estilo.
La decoración pictórica de la zona del pórtico estaba constituida, en la zona inferior, por unas divisiones con motivos de páteras, bucráneos y copas que representaban a leones, esfinges, dragones y delfines. En la zona intermedia había temas nilóticos y de batallas navales, que se alternaban con imágenes de sacerdotes y paisajes egipcios. Sobre ellos se disponía un friso y una zona superior decorada con paisajes y bodegones, además de diversas figuras que estaban suspendidas en el aire. La totalidad de la decoración fue arrancada de su lugar original en los años 1764-1766 y actualmente se conserva en el Museo Arqueológico de Nápoles.

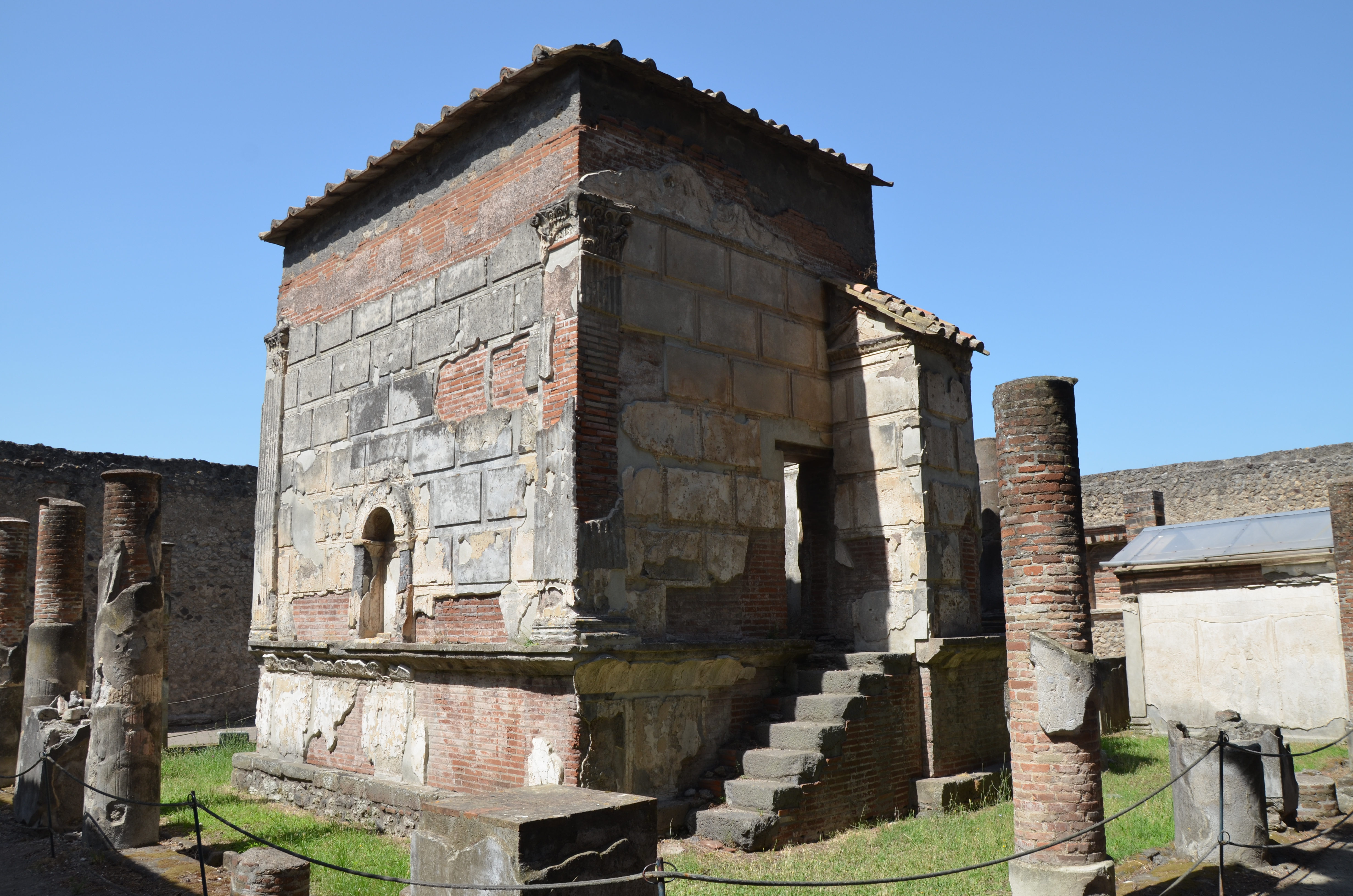
Vista trasera de la cella, con el pórtico de seis columnas al este.

En el centro del patio porticado se ubicaba un pronaos (D) sobre un alto podio, al cual se accedía por medio de una escalinata. Estaba formado por cuatro columnas frontales y dos laterales, y dos nichos que probablemente alojaban las estatuas de Harpócrates y de Anubis. A continuación se emplazaba la cella (E), cuyos muros interiores y exteriores estaban realizados en opus quadratum y fueron revestidos de estuco. En el muro posterior se apoyaba un banco de ladrillo, sobre el cual descansaban dos bases de toba volcánica que albergaban las estatuas de Osiris e Isis. Todo el pavimento estaba realizado con mosaico.

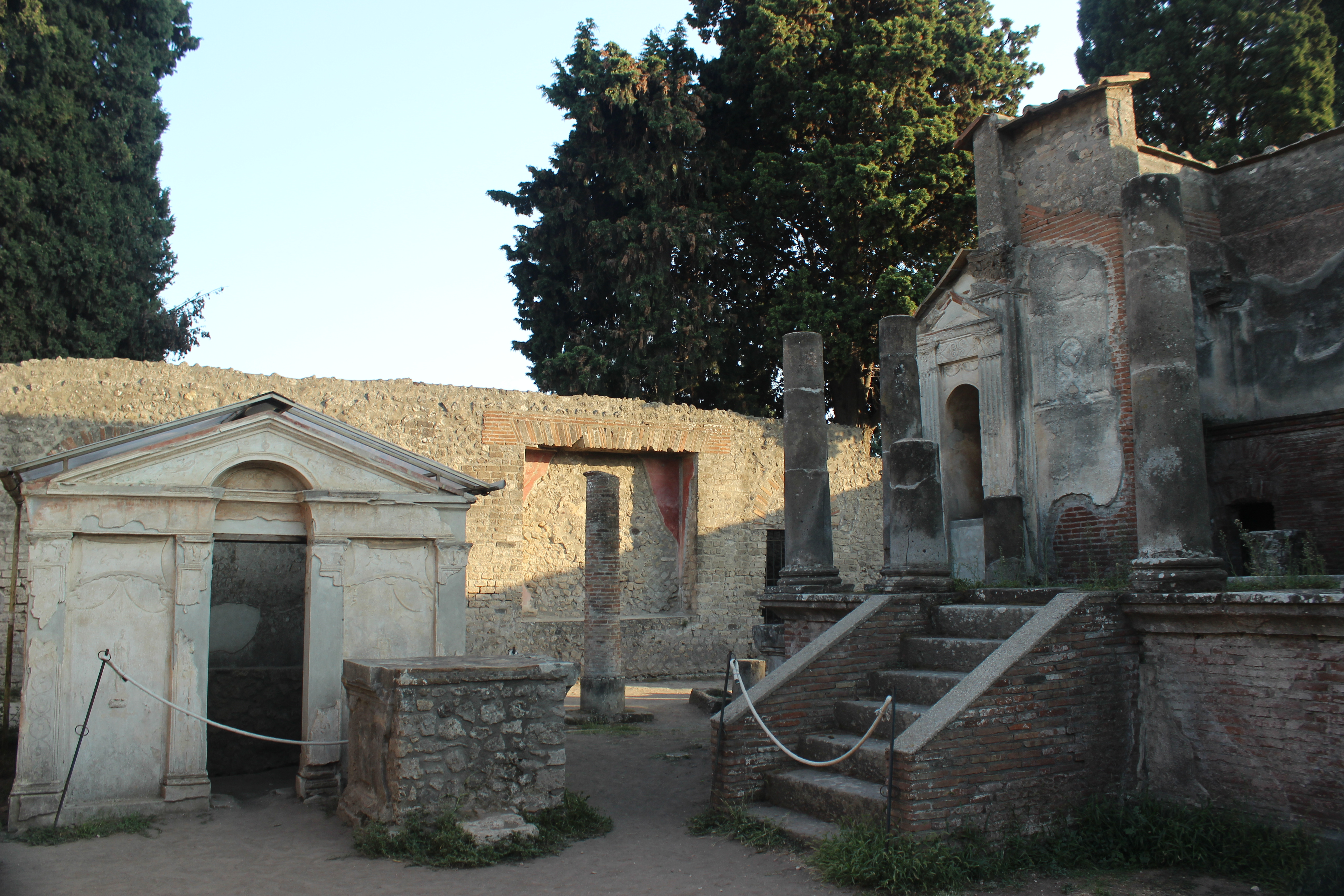
A la izquierda de la imagen se sitúa el purgatorium y el altar principal, junto a las escaleras de acceso al templo.

En la parte trasera del podio se encontró un nicho que alojaba una estatua de Dioniso con una pantera. En el patio se emplazaban además dos pequeños altares dedicados a las mismas divinidades que los nichos de acceso. En el lado izquierdo del graderío se colocó el altar principal (k), donde se encontraron restos de los sacrificios allí realizados, como cenizas y diversos huesos, entre ellos dos cráneos. En la esquina sureste del pórtico se ubicaba el purgatorium o edículo (F), con una forma similar a un templete, donde se depositaba el agua sagrada utilizada por los fieles para las ceremonias domésticas, probablemente proveniente del Nilo. Presentaba una decoración en estuco con fondo azul, amarillo y rojo, y representaciones de Arpócrates, figuras isíacas en procesión, sacerdotisas egipcias, Venus, Marte, Perseo, Andrómeda y una pareja de amantes entre erotes.
En la parte oeste había una sala de iniciación (I) y un ekklesiasterion (H), un espacio utilizado para las asambleas y los banquetes rituales. El pavimento estaba realizado con mosaico en blanco y negro, y los muros tenían una importante decoración pictórica en cuarto estilo, actualmente conservada en el Museo Nacional de Nápoles. Se representaban diversos santuarios egipcios y escenas del mito de la ninfa Ío. En los alrededores de esta estancia fue encontrada además la cabeza en mármol de Isis. En la zona sur se ubicaba el sacrarium (G), utilizado como depósito para las vestimentas litúrgicas, con frescos más modestos respecto al resto del edificio. Sobre un fondo blanco aparecen el buey Apis, Osiris en el trono y una representación de la Navigium Isidis. En el interior del complejo también había un pastophorion o apartamento de los sacerdotes (o), con una cocina (q), un triclinio y un cubículo (v).

## Simbología egipcia

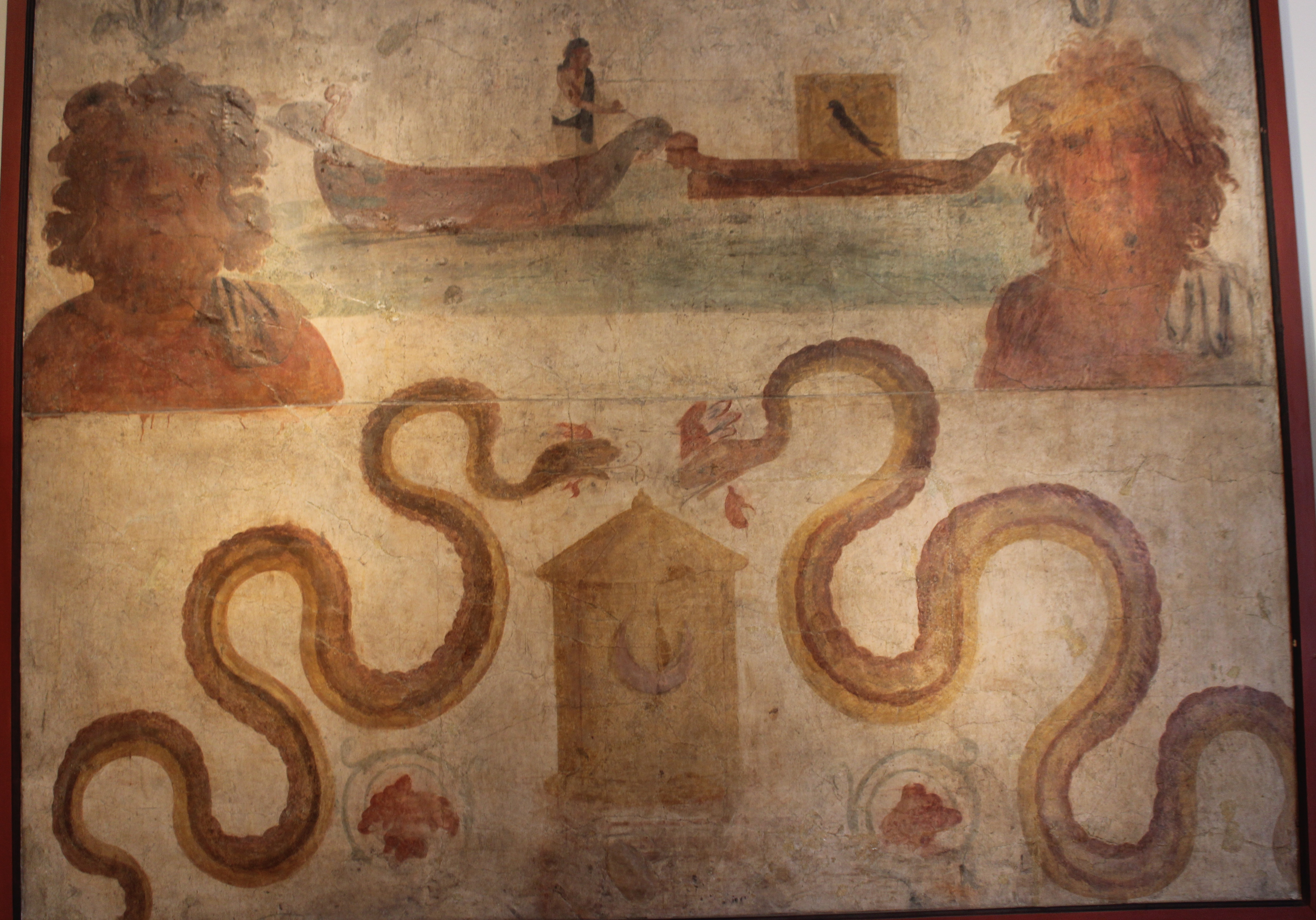
Fresco que representa el Navigium Isidis, originalmente encontrado en el sacrarium del templo de Isis y actualmente expuesto en el Museo Arqueológico Nacional de Nápoles

Los elementos distintivos egipcios de este templo pueden apreciarse en el purgatorium, en las grandes escenas mitológicas del ekklesiasterion y en algunos símbolos egipcios del sacrarium. El purgatorium era un recinto sin techo situado en la esquina sureste del patio, que delimitaba una estancia subterránea con un estanque donde se depositaban las aguas del Nilo. Además, se piensa que las estatuas de Isis se alineaban a lo largo de los muros junto con otras deidades romanas. El propio purgatorio se asemejaba a un templo en miniatura, con un frontón y pilastras en la entrada y revestido de estuco.
Uno de los frescos del ekklesiasterion escenificaba la llegada de Ío a Egipto y la posterior bienvenida de Isis. En el muro norte se encontraron imágenes de Ío, Argos y Hermes. Parece ser que este recinto se utilizaba como lugar de celebración de banquetes rituales y de reunión de los iniciados. El sacrarium tenía una inspiración aún más egipcia, con un mural que representaba a unas serpientes protegiendo una cesta de mimbre adornada con símbolos lunares. Esta escena podría reproducir una celebración naval de la primavera, la Navigium Isidis, en la cual se remolcaba un barco lleno de agua sagrada para conmemorar la resurrección de Osiris, hermano y esposo de Isis, por parte de su esposa.

## Galería de imágenes

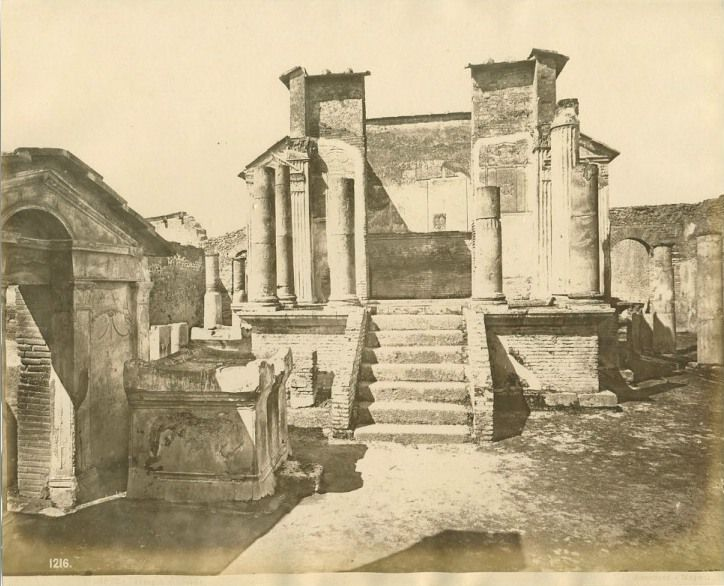
Templo de Isis, imagen tomada por Giorgio Sommer, aprox. 1880, n. 1216.
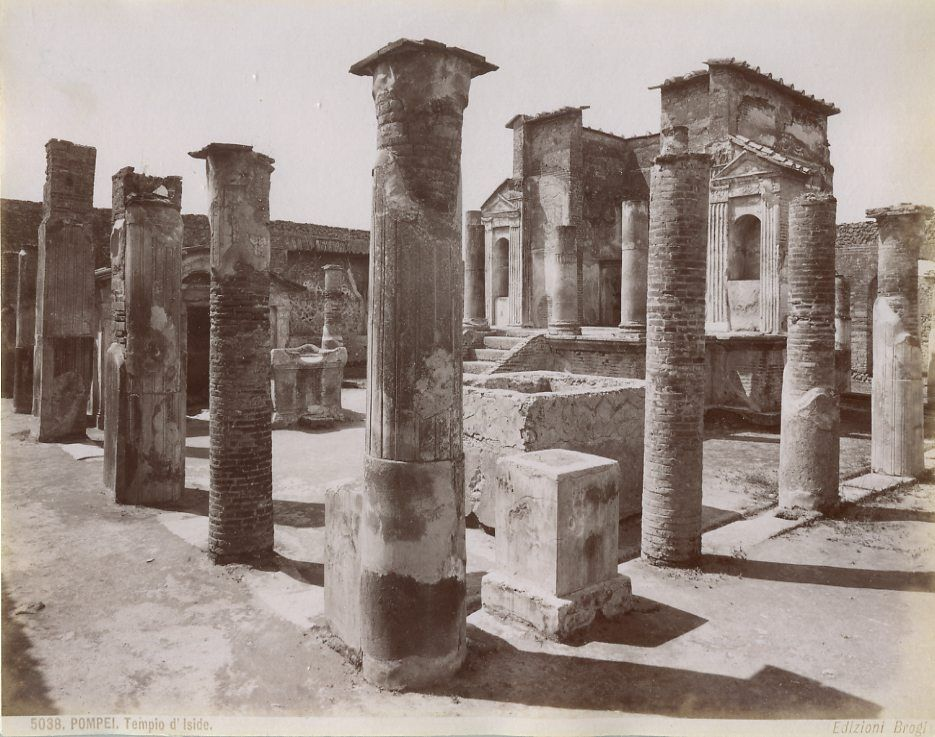
El templo de Isis por Giacomo Brogi, aprox. 1870, n. 5038.
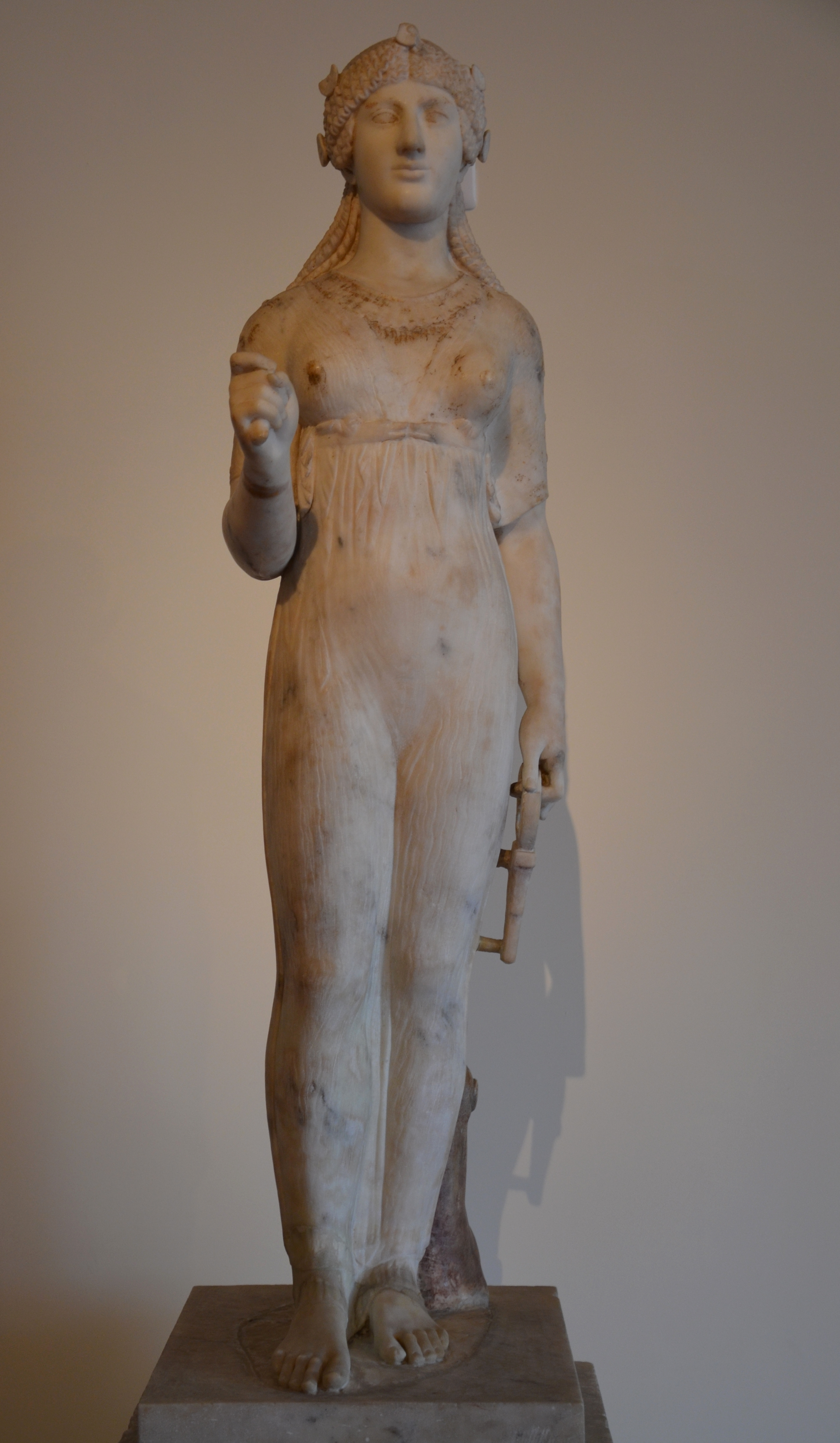
Estatua de mármol de la diosa Isis encontrada en la esquina nordeste del pórtico.
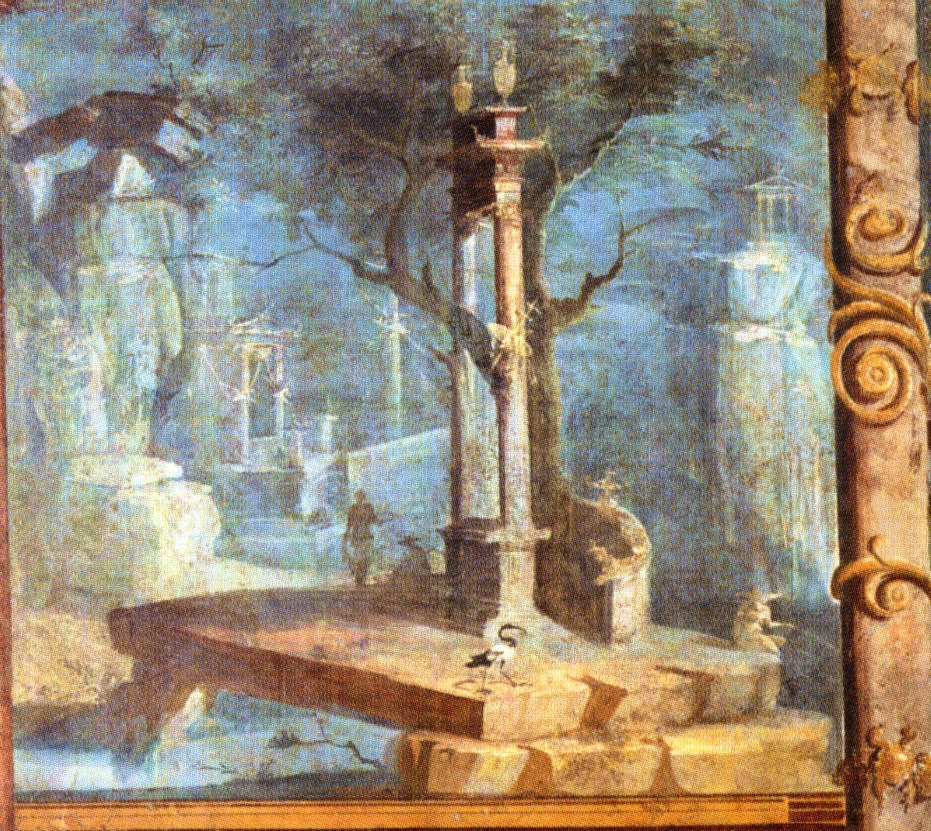
Fresco del Templo de Isis.
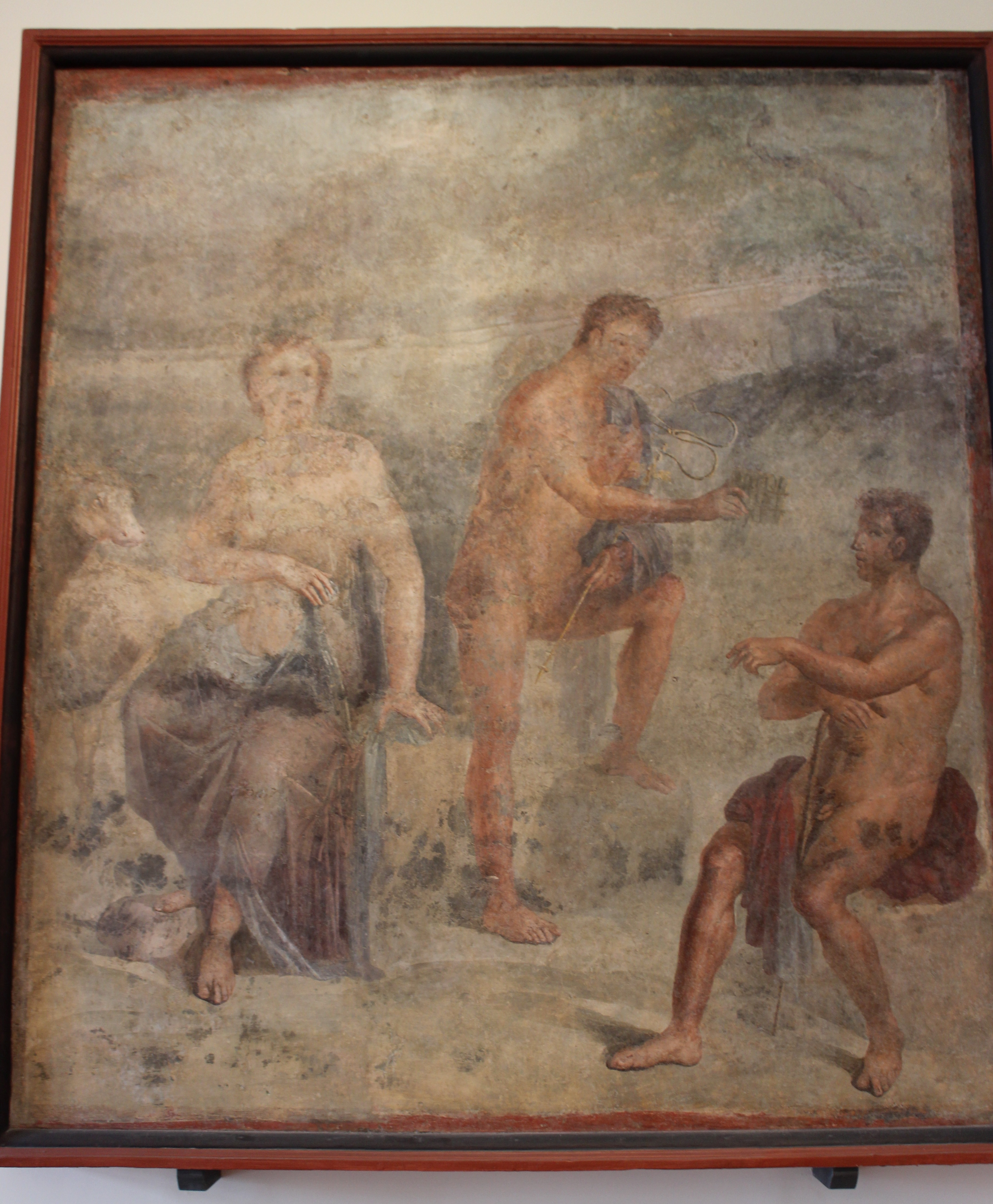
Fresco del ekklesiasterion que representa a Ío, Argos y Hermes.
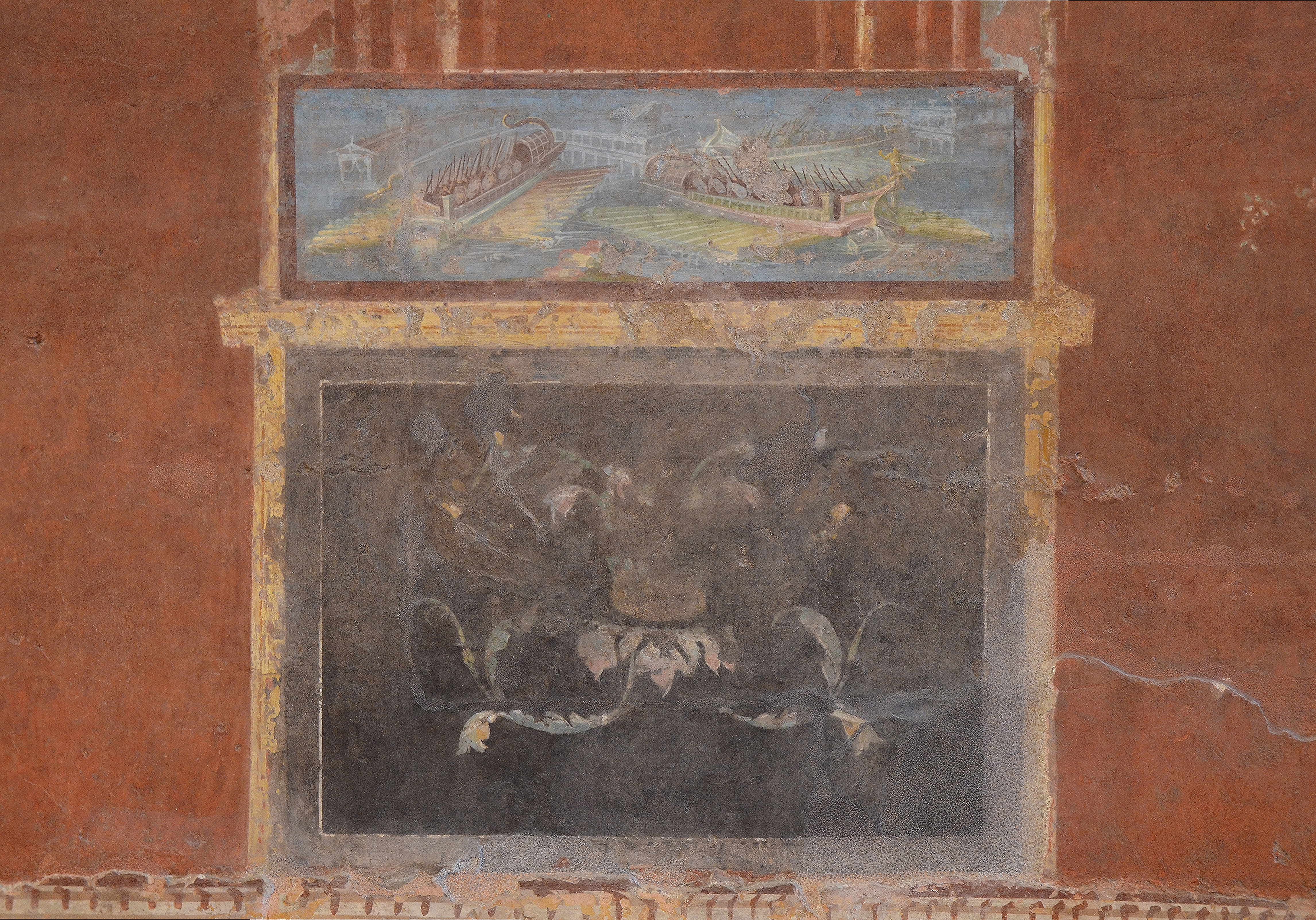
Fresco del pórtico que representa una naumaquia.
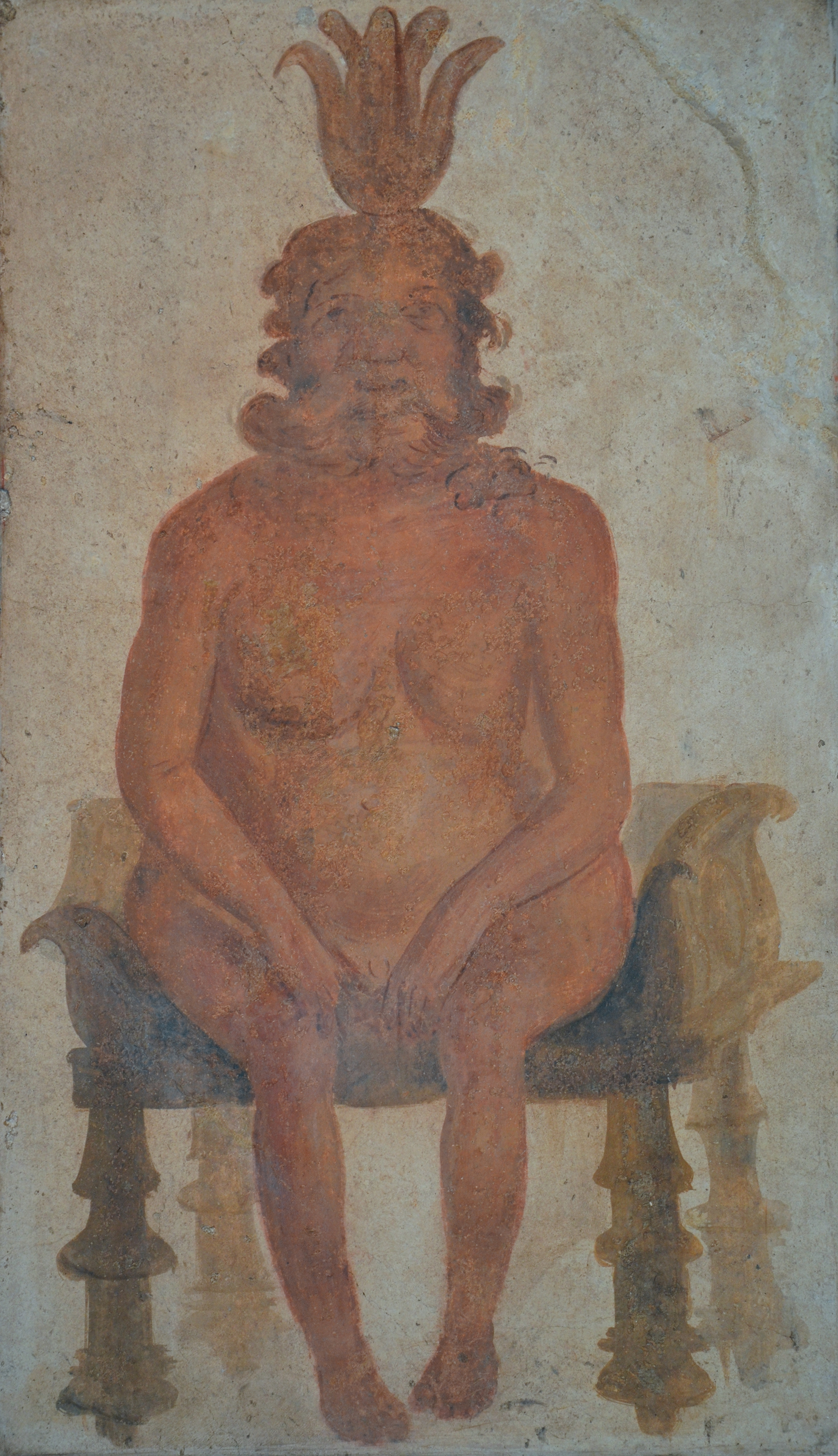
Fresco que representa al dios egipcio Bes, protector de mujeres y niños, del muro norte del sacrarium.
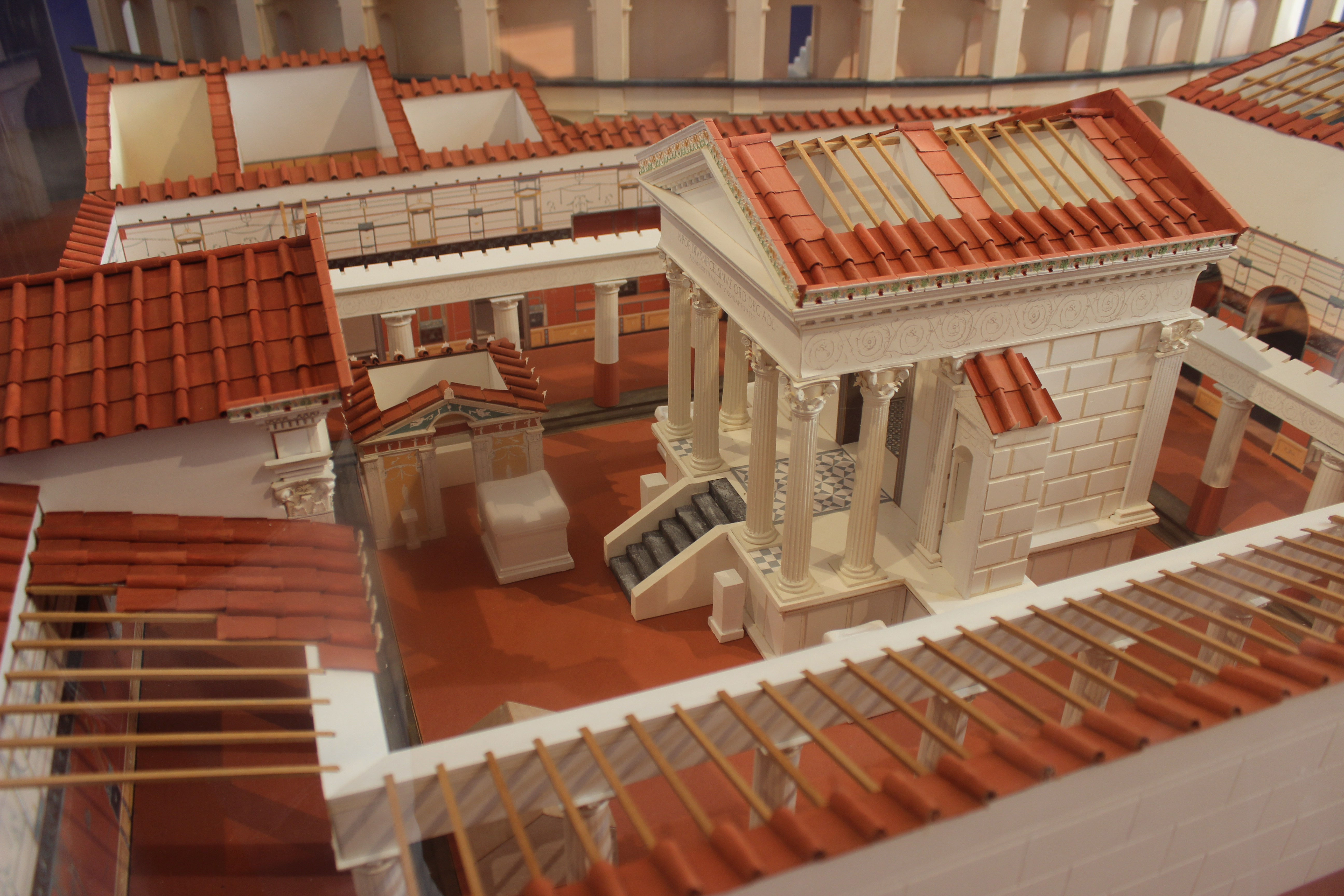
Maqueta del conjunto del templo de Isis en Pompeya. Nápoles, Museo Arqueológico Nacional.